# Volvo XC90
El Volvo XC90 es un SUV de lujo, situado entre el segmento E y el Segmento F y que está producido por la marca sueca Volvo desde 2001. Tiene carrocería de cinco puertas, motor delantero transversal y tracción a las cuatro ruedas conectable. Se ofrece con cinco y siete plazas, y su tope de gama en la actualidad es la versión Excellence, que supera los 124.000€ en España.

## Primera generación (2001-2014)
El XC90 fue presentado oficialmente en el Salón del Automóvil de Detroit de 2001. Está construido sobre la misma plataforma de la primera generación del Volvo S80 y del Volvo V70 de segunda generación. Recibió el premio "Camioneta del Año en América del Norte de 2003", así como el "Todoterreno del Año 2003" de la revista estadounidense Motor Trend.
Los motores gasolina son un cinco cilindros en línea con turbocompresor de 2.5 litros y 209 CV, un seis cilindros en línea atmosférico de 3.2 litros y 238 CV, un seis cilindros en línea biturboalimentado de 2.9 litros y 272 CV, y un ocho cilindros en V atmosférico de 4.4 litros y 315 CV. El diésel es un cinco cilindros en línea de 2.4 litros y 163 o 185 CV, en ambos casos con turbocompresor de geometría variable, intercooler e inyección directa con alimentación por common-rail. El XC90 tiene una gran compatibilidad con varias sillas de coche y es uno de los únicos todoterrenos que lleva incluida una silla de bebé.

## Segunda generación (2015-presente)
En 2015, Volvo lanzó la segunda generación del XC90. El 90% de los componentes eran nuevos respecto a la generación saliente. Emplea la nueva plataforma SPA, y tiene versiones de gasolina, diésel e híbrida enchufable.
Mide 4.950 mm de longitud, 1.923 mm de anchura, 1.776 mm de altura y 2.984 mm de batalla, por lo que se puede considerar que es un SUV del segmento E/F.
Se puede elegir con los motores diésel D5 de 235 CV, los gasolina T5 (250 CV) y T6 (320 CV) o el híbrido enchufable T8 (392 CV de potencia conjunta).
En 2019 Volvo ha lanzado un refresco, que se puede considerar la generación 2.5, actualizando colores, equipamiento y montando los nuevos motores semihíbridos tipo "B". Este nuevo Volvo XC90 equipa KERS, con lo que extiende su autonomía un 15% por la recuperación de la energía en la frenada.